# Saint-Prix-lès-Arnay
Saint-Prix-lès-Arnay är en kommun i departementet Côte-d'Or i regionen Bourgogne-Franche-Comté i östra Frankrike. Kommunen ligger i kantonen Arnay-le-Duc som tillhör arrondissementet Beaune. År 2022 hade Saint-Prix-lès-Arnay 203 invånare.

## Befolkningsutveckling
Antalet invånare i kommunen Saint-Prix-lès-Arnay
Referens:INSEE